# Синев (село)

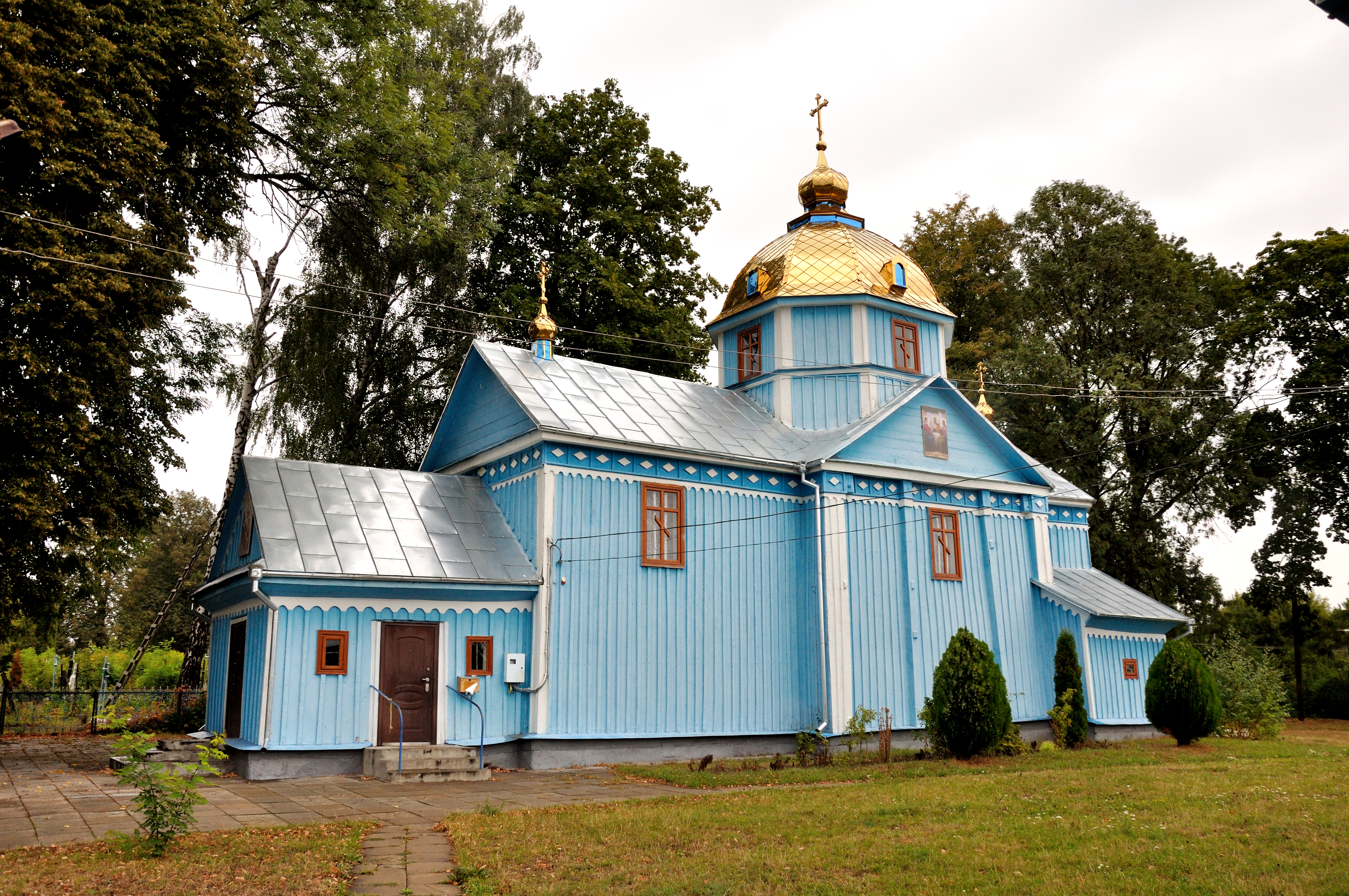
Ивановская церковь

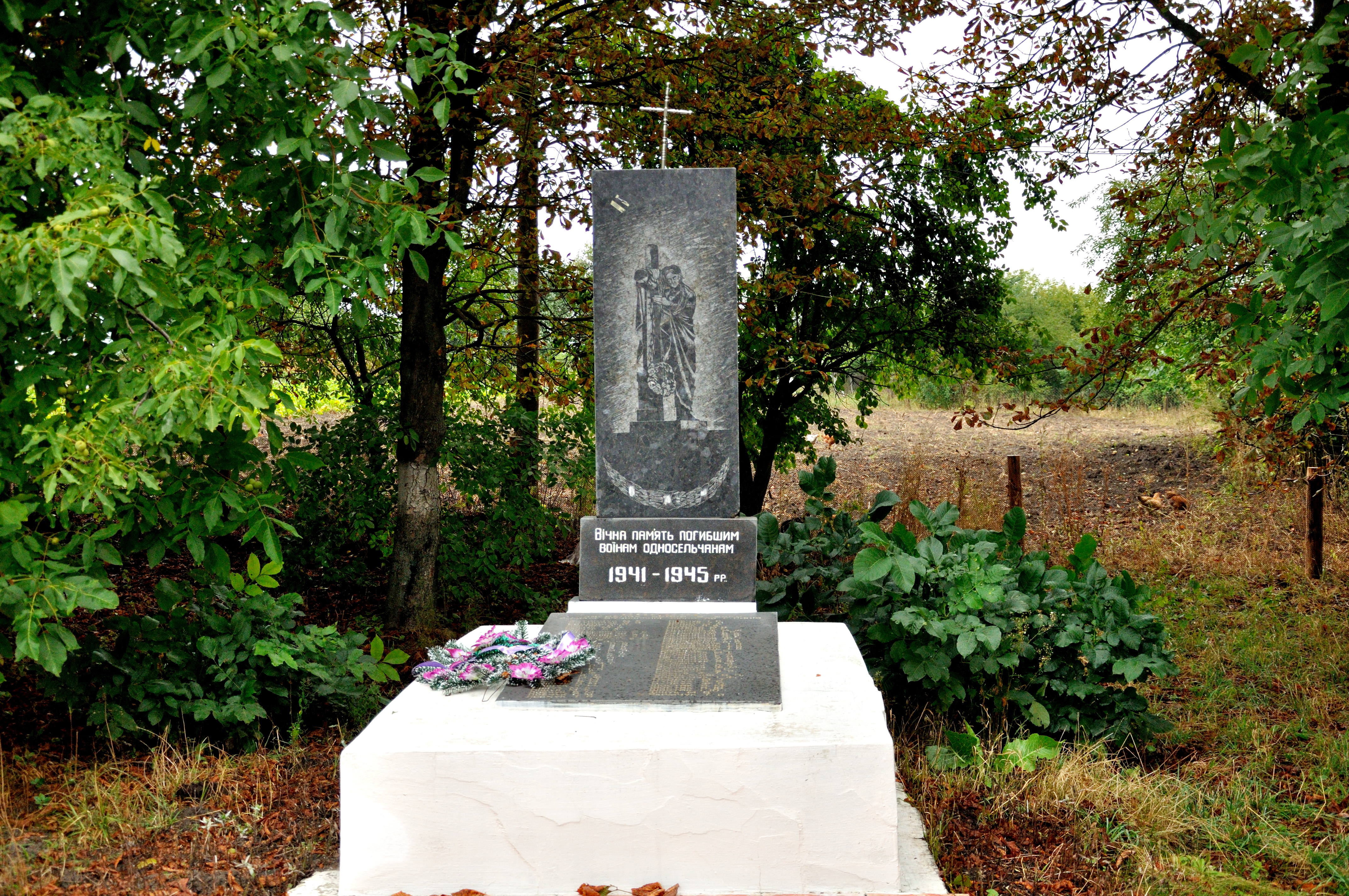
Памятник воинам-односельчанам, погибшим в 1941-1945

Синев (укр. Синів) — село, входит в Гощанскую поселковую общину Ровненского района Ровненской области Украины.
Население по переписи 2001 года составляло 982 человека. Почтовый индекс — 35426. Телефонный код — 3650. Код КОАТУУ — 5621287801.